# Kolonie Hliník

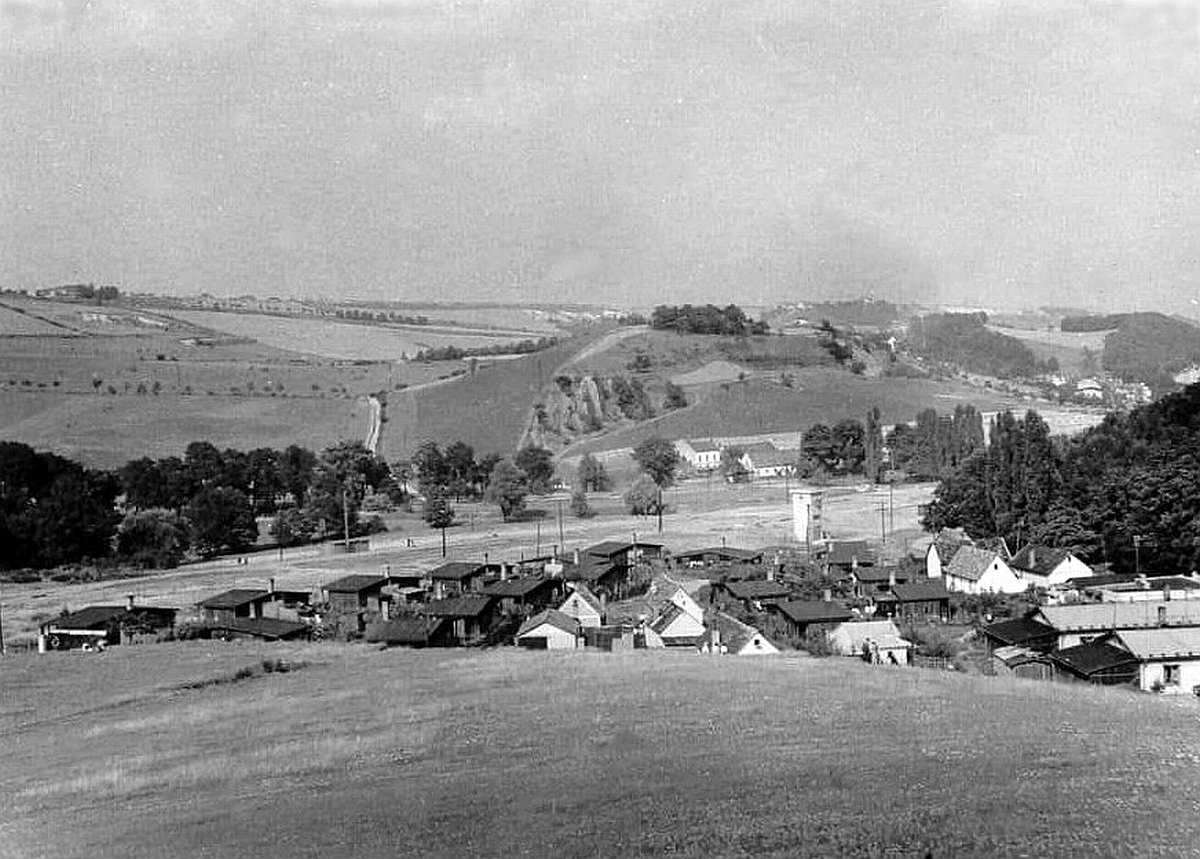
Pohled na bývalou nouzovou kolonii Hliník v pražském Motole z jižní strany (rok 1937)

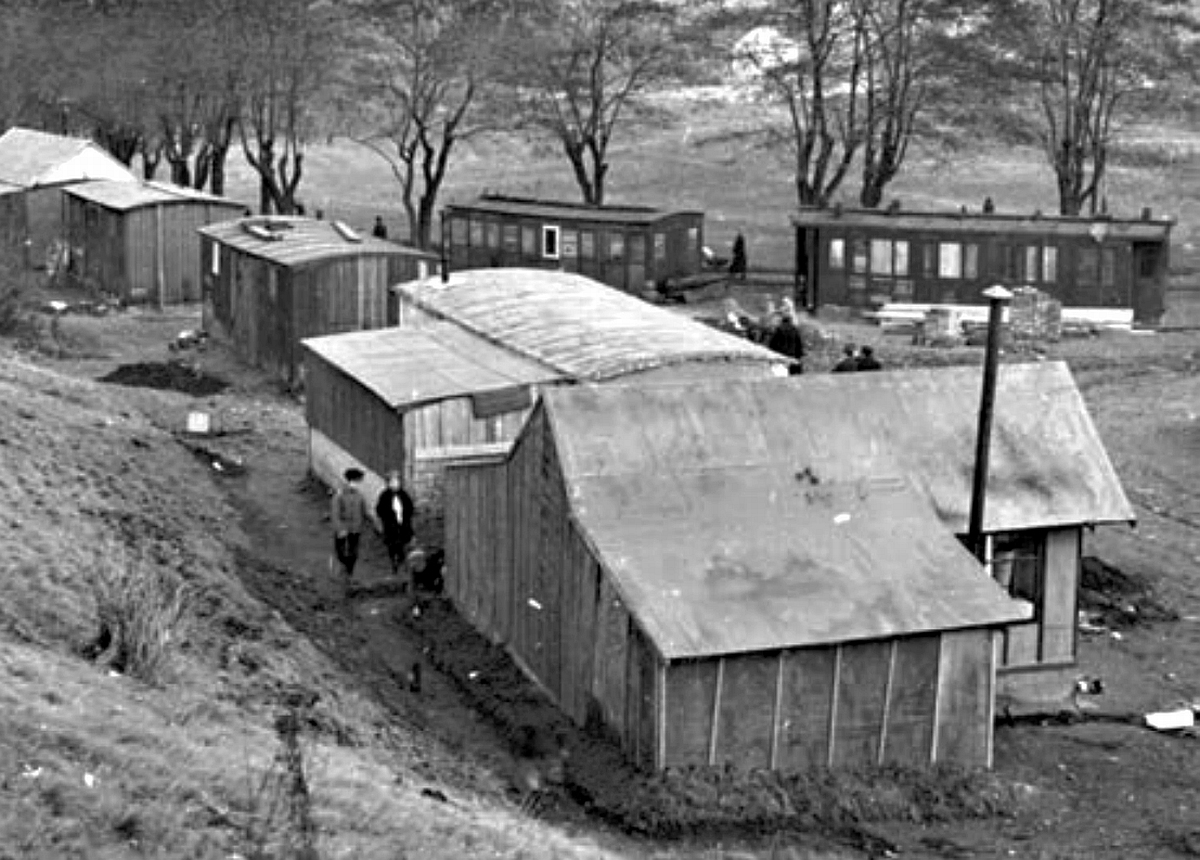
Pohled na část kolonie Hliník (vzadu patrné domky z vyřazených železničních vagonů)

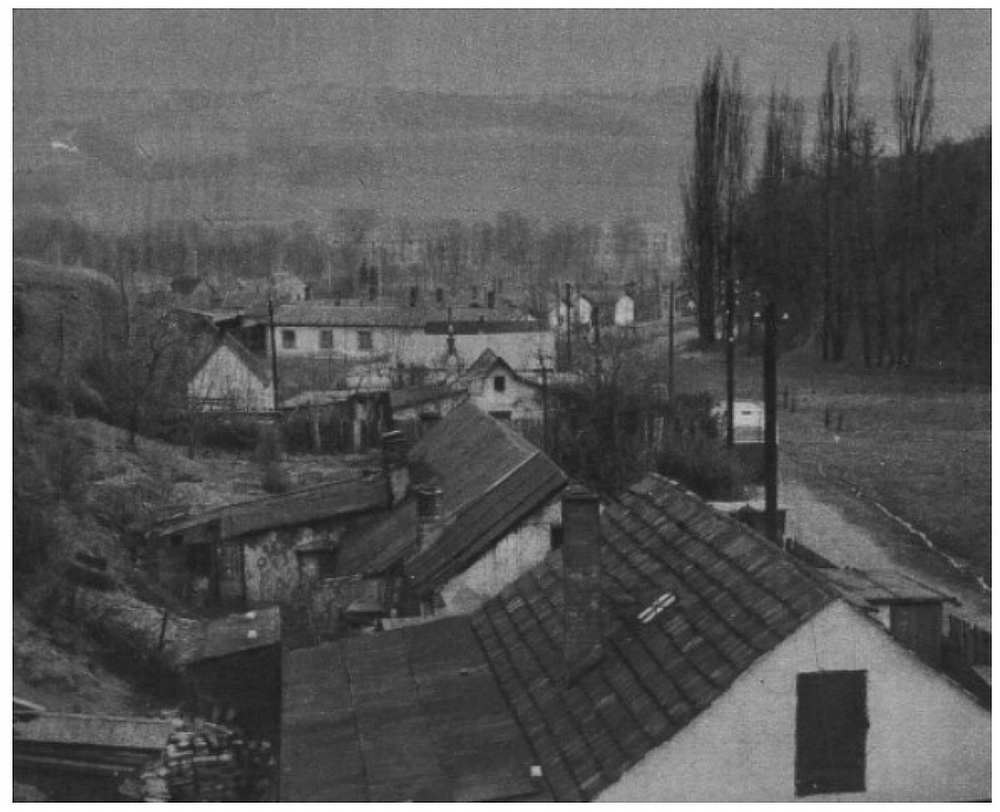
Část nouzové kolonie Hliník v Praze v době před druhou světovou válkou

Nouzová kolonie Hliník byl soubor vesměs dřevěných provizorních baráků nacházejících se v místech dnešního (rok 2022) karavanového kempu u hotelu Golf při ulici Plzeňská v Praze – Motole.

## Podrobněji

### Upřesnění lokality
Kolonie se rozkládala v oblasti východně od pražského motolského golfového hřiště (Golf Club Praha), západně od košířského lesoparku Cibulka a v těsné blízkosti stejnojmenné zahrádkářské osady „Hliník“. Část domků byla situována mezi strmými svahy a část byla zbudována na příkrém svahu obráceném na sever. Dnes (rok 2022) slouží planina a zdejší svažité pozemky, kde zaniklá kolonie stávala, k rekreačním účelům (zahrádkářská osada) a lokalita patří k hotelu Golf (golfový klub).

### Původ jména a popis
Do roku 1927 měl v místě kolonie majitel cihelny v Podhájí v Košířích Ing. Hlaváček hliniště jako zdroj suroviny pro výrobu cihel. Jméno této oblasti tak logicky vzniklo na základě toho, že odsud pocházela surovina (cihlářská hlína) i pro veškeré okolní cihelny. Nouzová kolonie Hliník sestávala ze starých vyřazených drážních vagonů (ty sem bylo nutno nějak dopravit, což nebyl vždy jednoduchý úkol), provizorních přístřešků, různých bud a obecných dřevěných sdružených domků. Téměř 23 procent zdejších obydlí nedisponovalo tekoucí pitnou vodou, pro kterou si museli kolonisté docházet ke zdroji až 500 metrů vzdáleném.

### Stručná historie
Kolonie Hliník vznikla ve 20. letech 20. století a na území pražského Motola to byla kolonie jediná. Ve 30. a 40. letech 20. století obývali toto ghetto sociálně nejslabší lidé se všemi průvodními negativními jevy, které s tím souvisely. V době svého největšího „rozkvětu“ zaujímala kolonie Hliník rozlohu asi 2,4 ha bylo zde 80 domků a žilo tu asi 400 kolonistů. Kolonie Hliník byla zbourána v 60. letech 20. století.